# Ruta europea E70
La ruta europea E70 (o simplemente E70) forma parte de la Red de Carreteras Europeas, concretamente de las carreteras de recorrido Este-Oeste. Esta carretera comienza en Poti (Georgia) y termina en La Coruña (España).
En España se unifica con las siguientes carreteras: 
- AP-9  La Coruña - Betanzos
- A-6  Betanzos - Baamonde
- A-8  Baamonde - Galdácano
- AP-8  Galdácano - Irún

En Francia utiliza las carreteras  A63 , N10,  A630 , N89,  A89 ,  A20 ,  A71 ,  A72 ,  A47 ,  A46 ,  A43  y la N566.
En Italia utiliza:
- A32  Francia - Torino
- A55  Circunvalación de Torino
- A21  Torino - Piacenza - Brescia
- A4  Brescia - Sistiana
- RA 13  Sistiana - Opicina
- RA 14  Opicina - Fernetti
- Un acceso a Eslovenia desde Trieste